# Dominicus Beck
Pour les articles homonymes, voir Beck.
Dominicus Beck (Öpfingen, 27 septembre 1732, † Salzbourg, 22 février 1791) est un mathématicien, scientifique et philosophe allemand.

## Biographie
Bénédictin d’origine souabe, il entre dans l’ordre et fait ses études au monastère d’Ochsenhausen (près de Memmingen). En 1762, il est nommé professeur de philosophie à l’université de Salzbourg, devient doyen de la Faculté de philosophie (1763-64), puis retourne comme professeur de philosophie et de mathématiques à Ochsenhausen (1764-1766). Il revient ensuite à Salzbourg comme professeur de mathématiques et de physique (1766). Il est membre de l’Académie bavaroise des sciences. Ses manuels de philosophie et de mathématiques publiés ont été beaucoup utilisés dans l’Allemagne du Sud-Est.